# لو مون
لو مون یک گروه ایندی راک آمریکایی از شهر لس آنجلس است که در حال حاضر با کلمبیا رکوردز قرارداد دارد. این گروه اولین تک آهنگ خود را با نام "Loveless" (بی عشق) در سپتامبر ۲۰۱۶ منتشر کرد و اولین آلبوم استودیویی آنها با نام خود گروه یعنی لو مون در ۲۳ فوریه ۲۰۱۸ منتشر شد.

## تاریخچه
قبل از تشکیل گروه، خواننده اصلی گروه، مت لاول، شروع به نوشتن آهنگ در شهر نیویورک به قصد تشکیل یک گروه کرد. او بعداً به لس آنجلس نقل مکان کرد و در آنجا با کریسانتا بیکر، نوازنده بیس و کیبورد آشنا شد. او یک دمو برای آهنگ "Loveless" برای او پخش کرد و بلافاصله، او دومین عضو گروه شد. گیتاریست گروه ساموئل استوارت است. گروه به زودی تمرینات خود را در آلونکی در حیاط خلوت خانه لاول آغاز کرد. نسخهٔ نمایشی "Loveless" که لاول نوشتن آن را در سال ۲۰۱۲ آغاز کرده بود، توجه کلمبیا رکوردز را به خود جلب کرد و این شرکت را تشویق به امضای قرارداد با گروه کرد. استرلینگ لاوز بعداً به عنوان درامر تور آنها پیوست.
در سپتامبر ۲۰۱۶، گروه "Loveless" را به عنوان اولین تک آهنگ خود منتشر کردکه تهیه کنندگی آن را، کریس والا و فرانسوا تتاز بر عهده داشتند. پس از انتشار رسمی آهنگ، گروه قبل از رفتن به تور در اوایل سال ۲۰۱۷، تعداد زیادی برنامه زنده را اجرا کرد در ماه مه ۲۰۱۷، گروه دومین تک آهنگ به نام «This Is It» را منتشر کرد.
در سپتامبر ۲۰۱۷، لو مون یکی از سه اثری بود که به مجموعه هنرمندان نوظهور اسلینگ شات NPR اضافه شد. گروه به همراه گروه لاندن گرامر در بریتانیا و اروپا تور برگزار کردند. در آن ماه، آنها همچنین یک تک آهنگ جدید به نام "Thorns" را منتشر کردند.
در ژانویه ۲۰۱۸، گروه جزئیات اولین آلبوم خود را اعلام کرد. این آلبوم در ۲۳ فوریه ۲۰۱۸ توسط کلمبیا رکوردز منتشر شد که تهیه کنندگی این آلبوم را نیز کریس والا و فرانسوا تتاز بر عهده داشتند. آهنگ «This Is It» در آن ماه در جدول ایرپلی آلترناتیو بزرگسالان به رتبه ششم رسید، و گروه این آهنگ را (به همراه «Loveless») در ۱۶ ژانویه در جیمی کیمل لایو! اجرا کرد
در ۲۸ نوامبر ۲۰۱۸، اعلام شد که درامر گروه استرلینگ لاوز، که قبلاً یکی از اعضای گروه فقط در تورها بود، اکنون عضو دائمی گروه است.

## دیسکوگرافی

### آلبوم‌ها
| عنوان         | جزئیات                                                                                             | اوج موقعیت در نمودار        | اوج موقعیت در نمودار                  |
| عنوان         | جزئیات                                                                                             | برترین آهنگ‌های ایالات متحده | جدول‌های تک‌آهنگ‌ها و آلبوم‌های اسکاتلندی |
| ------------- | -------------------------------------------------------------------------------------------------- | --------------------------- | ------------------------------------- |
| لو مون        | - تاریخ انتشار: ۲۳ فوریه ۲۰۱۸ - ناشر: کلمبیا رکوردز - فرمت‌ها: سی دی، وینیل، دانلود دیجیتال         | ۴                           | ۸۶                                    |
| یک زندگی مدرن | - تاریخ انتشار: ۲۵ فوریه ۲۰۲۲ - ناشر: سی ببر / اورچرد - فرمت‌ها: سی دی، وینیل، کاست، دانلود دیجیتال |                             |                                       |

### تک آهنگ‌ها
| عنوان               | سال  | اوج موقعیت در نمودار                    | اوج موقعیت در نمودار         | آلبوم         |
| عنوان               | سال  | برترین آهنگ‌های ایالات متحده در لیست AAA | جدول‌های بیلبورد ایالات متحده | آلبوم         |
| ------------------- | ---- | --------------------------------------- | ---------------------------- | ------------- |
| "بی عشق"            | ۲۰۱۶ | ۵                                       | -                            | لو ماه        |
| "این است"           | ۲۰۱۷ | ۶                                       | ۴۵                           | لو ماه        |
| "خار"               | ۲۰۱۷ | -                                       | -                            | لو ماه        |
| "عشق واقعی"         | ۲۰۱۸ | ۲۶                                      | -                            | لو ماه        |
| "برای من، تو هستی"  | ۲۰۱۸ | -                                       | -                            | تک آهنگ       |
| "رویا هرگز نمی‌میرد" | ۲۰۲۱ | ۲۱                                      | -                            | یک زندگی مدرن |